# Ostiense

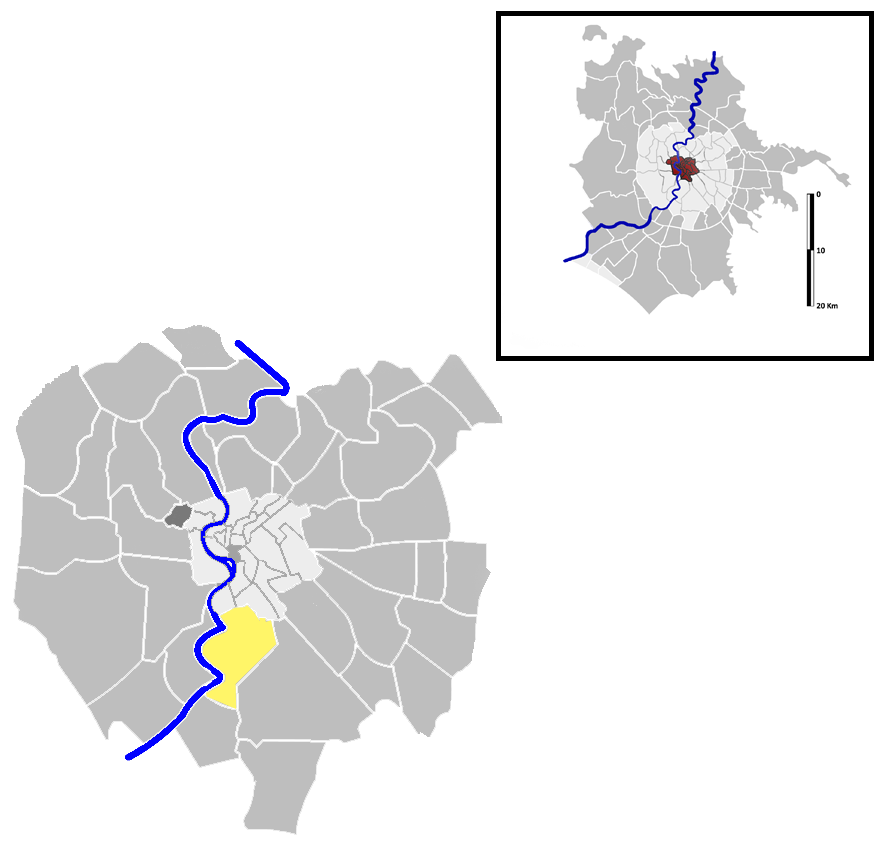
Lage von Ostiense in Rom

Ostiense ist ein Stadtviertel im Südwesten der italienischen Hauptstadt Rom. Der Name leitet sich von der Via Ostiense ab. Das Quartier wird als Q.X bezeichnet und ist Teil von Municipio I, VIII und IX. Es zählt 62.339 Einwohner und hat eine Fläche von 7,1231 km².
Es bildet die mit dem Code 11.a bezeichnete zona urbanistica, mit 7775 Einwohnern.

## Geschichte
Ostiense ist einer der ersten 15 Bezirke, die 1911 in Rom gegründet und 1921 offiziell anerkannt wurden.

## Besondere Orte
- Via Ostiensis
- Porta San Paolo
- Cestius-Pyramide
- Sankt Paul vor den Mauern
- Centrale Montemartini
- San Benedetto
- San Francesco Saverio alla Garbatella
- San Filippo Neri in Eurosia
- Santa Maria Regina degli Apostoli alla Montagnola
- Santi Isidoro e Eurosia
- Teatro Palladium
- Gasometro